# Antípatro (pai de Herodes)
Antípatro era um idumeu, que prosperou na corte dos últimos soberanos hasmoneus, passou a governar a Judeia após a ocupação romana e foi o pai de Herodes, o Grande. Foi posto por Pompeu como procurador da Palestina em 67 a.C..

## Família
Antípatro era de uma família importante de idumeus. Ele tinha um irmão chamado Falião. O nome do seu pai, de acordo com Flávio Josefo, era Antipas; de acordo com Jerônimo de Estridão, era Herodes de Ascalão.
Ele se casou com uma mulher importante da família dos nabateus  chamada Cipros, com quem teve quatro filhos, Fasael, Herodes, o Grande, José e Feroras, e uma filha, Salomé.